# Rokicie (Raszowa)
Rokicie (niem.: Rokitsch, Rokitsche, w latach 1939–1945 Mittenbrück, śl.: Rokiczé) – część wsi Raszowa, położona w Polsce, w województwie opolskim, w powiecie strzeleckim, w gminie Leśnica. Do 1945 roku Rokicie znajdowało się na terenach niemieckich. W latach 1975–1998 miejscowość administracyjnie należała do ówczesnego województwa opolskiego. Rokicie, razem ze wsią Łąki Kozielskie oraz przysiółkiem Kurzawka, należy do parafii pod wezwaniem Wszystkich Świętych w Raszowej.

## Historia
W średniowieczu Rokicie odgrywały znacznie ważniejszą rolę niż sama Raszowa. Pierwsza historyczna wzmianka o miejscowości pochodzi z 1321 roku – wtedy to wymieniona w dokumentach ks. Władysława bytomskiego i kozielskiego Piotr Strala „de Rokycz”. W pierwszej połowie XV wieku miejscowość należała do Mikołaja Latschiny, dziedzicznego
wójta Koźla. W 1455 roku sprzedał on jednak Rokicie oraz Łąki Kozielskie Strolowi „von Czechlau”. Kolejnym właścicielem majątków został w 1479 roku Jan Lasota z żoną Nizą.
Od końca XVIII w. wieś posiadała pieczęć gminną, na której wizerunku przedstawiono budynek, być może kaplicę lub młyn.
Według danych pochodzących z 1861 roku, w Rokiciu znajdowało się 55 domostw, mieszkało tu 485 osób, wszystkie wyznania katolickiego. W 1910 roku w miejscowości mieszkało 563 mieszkańców z czego 530 deklarowało język polski, 6 polski i niemiecki, a 27 niemiecki. W wyborach komunalnych jakie odbyły się w listopadzie 1910 roku głosowało jedynie 14,1% wotantów ponieważ w ogóle nie została wystawiona polska lista. Podczas plebiscytu na Śląsku za Polską głosowało 254, a za Niemcami 153.
W miejscowości miały miejsce walki z Niemcami w czasie powstań śląskich. W czasie III powstania 7 maja 1921 roku Rokicie zajął batalion Leonarda Kruczkowskiego. 21 maja baon został wyparty przez siły niemieckie jednak wkrótce w wyniku kontrataku baonu Marcina Watoły ponownie znalazła się w rękach powstańców, którzy utrzymali się w miejscowości do 3 czerwca. W wyniku ataku sił niemieckich dnia 4 czerwca 1921 roku została zdobyta przez Niemców i pozostała w ich rękach aż do końca powstania.